# Isca sullo Ionio
Pour l'organisation politique galicienne, voir Isca.
Isca sullo Ionio est une commune italienne de la province de Catanzaro dans la région Calabre en Italie.

## Administration
| Période                                  | Période | Identité | Étiquette | Qualité |
| ---------------------------------------- | ------- | -------- | --------- | ------- |
|                                          |         |          |           |         |
| Les données manquantes sont à compléter. |         |          |           |         |

### Communes limitrophes
Badolato, San Sostene, Sant'Andrea Apostolo dello Ionio